# Sándor Wekerle

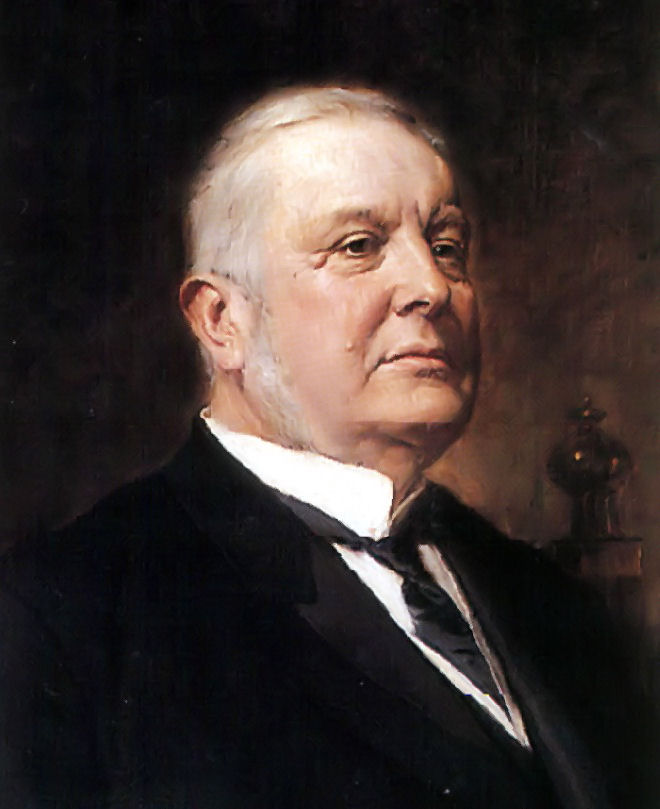
Sandor Wekerle (Porträt von Gyula Benczúr, 1911)

Sándor Wekerle [ˈʃaːndor ˈvɛkɛrlɛ] (deutsch auch Alexander Wekerle; * 14. November 1848 in Mór, Königreich Ungarn; † 16. August 1921 in Budapest) war ein ungarischer Politiker und der erste nichtadelige Ministerpräsident seines Landes.  Seine erste Amtszeit dauerte von 1892 bis 1895, die zweite von 1906 bis 1910. 1917 wurde er noch einmal für ein Jahr Ministerpräsident, er verlor das Amt im Herbst 1918 im Zuge der Asternrevolution.

## Leben
Alexander Wekerle stammte aus einer donauschwäbischen Familie, die aber schon zweisprachig (Ungarisch und Deutsch) war. Er besuchte in Stuhlweißenburg das Gymnasium. Seit 1867 studierte er Jus in Budapest. Wekerle interessierte sich besonders für Fragen des Finanzwesens und der Volkswirtschaft. Seit 1877 war er als Dozent tätig und hatte daneben verschiedene Posten in der Staatsverwaltung inne. 1886 wurde er Staatssekretär im Finanzministerium. Im folgenden Jahr gewann er im Wahlkreis Nagybánya (rumänisch Baia Mare) für die Liberale Partei ein Mandat für den ungarischen Reichstag. 1889 wurde Wekerle Finanzminister. Die ihm mehrfach angetragene Erhebung in den Adelsstand lehnte er zeit seines Lebens ab.
Die ersten beiden Amtszeiten Wekerles als Ministerpräsident fallen in die Zeit eines wirtschaftlichen Aufschwungs für Ungarn. Die Industrialisierung machte große Fortschritte und Wekerle hatte bedeutenden Anteil an der Entwicklung seines Landes und insbesondere der Hauptstadt Budapest. Er ließ Verkehrswege bauen, darunter die erste Budapester U-Bahn-Linie, und mehrere Brücken über die Donau.
Während der ersten Amtszeit Wekerles wurde die jüdische Religion endlich den christlichen Konfessionen rechtlich gleichgestellt. Allerdings hat er den nichtungarischen Nationalitäten keine Autonomierechte gewährt. Ebenso war er gegen eine Stärkung der Arbeiterrechte in Ungarn, weil er dadurch den wirtschaftlichen Aufschwung gefährdet sah.
1917 wurde er noch einmal für ein Jahr Ministerpräsident. Die Regierung Wekerle, welche die Lage gründlich verkannte, lehnte das Völkermanifest für Cisleithanien strikt ab; sie kündigte hingegen am 18. Oktober mit Zustimmung von König Karl IV. an, im Reichstag einen Gesetzesvorschlag über die Personalunion mit Österreich einzubringen. Die seit dem Ausgleich von 1867 bestehende Realunion sollte damit beendet werden; die Magyaren wollten jede politische Verbindung mit Österreich auflösen. Am 27. Oktober 1918 ernannte Kaiser Karl I. (bzw. Karl IV., König von Ungarn) den Grafen János Hadik zum Ministerpräsidenten.  
Nach der daraufhin ausbrechenden Asternrevolution trat Hadik zurück und floh außer Landes. Am 31. Oktober ernannte der mit königlicher Vollmacht ausgestattete Erzherzog Joseph August von Österreich schließlich Károlyi zum Ministerpräsidenten. Die ungarische Regierung kündigte per 31. Oktober 1918 die Realunion mit Österreich auf, womit Österreich-Ungarn aufgelöst war.
Wekerle starb am 16. August 1921 in Budapest und wurde am Kerepesi temető begraben.

## Ehrungen
Nach Wekerle ist das Stadtviertel Wekerle-telep, eine Gartenstadt im Südosten Budapests benannt.